# Delitzsch unterer Bahnhof
Delitzsch unterer Bahnhof (Dolny Dworzec) – stacja kolejowa w Delitzsch, w kraju związkowym Saksonia, w Niemczech. Znajduje się na linii Trebnitz – Lipsk. Jest to obok Delitzsch oberer Bahnhof jedną z dwóch stacji transportowych i węzłów komunikacyjnych miasta Delitzsch.
Według klasyfikacji Deutsche Bahn posiada kategorię 4.

## Położenie
Teren stacji znajduje się we wschodniej części centrum miasta. Budynek stacyjny zbudowany jest na osi wschód-zachód, przy Eisenbahnstraße i Eilenburger Straße łączącej dworzec z centrum miasta. Na północ od stacji znajdują się Bahnhofspromenaden, na południu Bismarckstraße i na wschodzie Berliner Straße.

## Historia
Uruchomienie linii kolejowej (Berlin) – Bitterfeld – Lipsk spowodowało, że Delitzsch od 1859 uzyskał połączenia z krajową siecią kolejową.
Obszar stacji należał kiedyś do gminy Grünstraße i znajdował się w chwili powstania stacji przed dawnymi bramami miasta. W 1862 gmina została włączona wraz z dworcem do Delitzsch.
W kwietniu 1945 roku stacja została zniszczona przez naloty alianckie. Jedynie zewnętrzne ściany dworca przetrwały, a przebudowa miała miejsce w latach 1950–1955.
Od 1991 do 1993 miała miejsce realizacja projektu nr 8.3 w ramach Verkehrsprojekte Deutsche Einheit (modernizacja linii Berlin – Lipsk/Halle) z rozległymi pracami remontowymi na dworcu i na odcinkach Bitterfeld – Delitzsch oraz Delitzsch – Zschortau. W ten sposób perony i 40 metrowy tunel zostały całkowicie przebudowane. Ponadto nowa linia pozwoliła na zwiększenie prędkości maksymalnej do 160 km/h.
Od stycznia do sierpnia 2004 roku, cały plac wokół stacji został przebudowany kwotą 855 tys. €. Prace obejmowały między innymi budowę 200 zadaszonych miejsc rowerowych, nowy dworzec autobusowy oraz wejście na teren kolejowy i poszerzenie dostępu do peronów. Na miejscu starego dworca autobusowego powstało 63 miejsca parkingowe.
Z oddaniem tunelu średnicowego w Lipsku w grudniu 2013 roku stacja została włączona do nowego systemu S-Bahn Mitteldeutschland.

## Linie kolejowe
- Trebnitz – Lipsk